# Championnat du Bhoutan féminin de football
 (mai 2016).
Pour les articles homonymes, voir Championnat du Bhoutan de football.
Le Championnat du Bhoutan de football féminin, aussi appelé Ligue Thimphu Féminin, est le tournoi de football féminin Bhoutanais le plus important du pays. 
Il est créé pour la première fois en 2016 par la Fédération du Bhoutan de football (BFF).

## Les prémices du football féminin au Bhoutan
Le premier championnat féminin de football a lieu en 2016, à l'initiative de la Fédération du Bhoutan de football.
La première ligue féminine du Bhoutan pour sa première édition est composé d'un total de six équipes participent à la compétition. Chaque match du championnat se dérouleront au Stade Changlimithang de Thimphu. La première équipe gagnant le championnat féminin de football du Bhoutan 2016 est le Thimphu City Ladies.
La quatrième édition de 2019 est remporté par le Sunrise FC.

## Palmarès
| Édition | Saison | Club champion                        | Deuxième place           | Troisième place          |
| ------- | ------ | ------------------------------------ | ------------------------ | ------------------------ |
| 1re     | 2016   | Thimphou City Ladies (1)             | FC Tertons               | Mandala FC               |
| 2e      | 2017   | Bhoutan U-15 (1)                     | FC Avalokita U-17        | FC Tertons               |
| 3e      | 2018   | BFF Academy FC (1)                   | Sunrise FC               | Gelephu FC U-16          |
| 4e      | 2019   | Sunrise FC (1)                       | Thimphou City Ladies     | Mandala FC               |
| 5e      | 2021   | Sunrise FC (2)                       | Ugyen Academy Women's FC |                          |
| 6e      | 2022   | Paro FC (1)                          | Ugyen Academy Women's FC | Thimphou FC              |
| 7e      | 2023   | Royal Thimphu College Women's FC (1) | Gelephu Academy WFC      | Ugyen Academy Women's FC |
| 8e      | 2024   | Royal Thimphu College Women's FC (2) | Transport United Ladies  | Ugyen Academy Women's FC |
| 9e      | 2025   |                                      |                          |                          |

## Bilans et récompenses
Bilan par club
| Clubs                            | Titres | Années     |
| -------------------------------- | ------ | ---------- |
| Royal Thimphu College Women's FC | 2      | 2023, 2024 |
| Sunrise FC                       | 2      | 2019, 2021 |
| Thimphou City Ladies             | 1      | 2016       |
| Bhoutan U-15                     | 1      | 2017       |
| BFF Academy FC                   | 1      | 2018       |
| Paro FC                          | 1      | 2022       |